# Мараана, Ибтисам
Ибтисам Мараана-Менухин (Ибтисам Маръанэ англ. Ibtisam Mara'ana-Menuhin, ивр. אִבְּתִיסָאם מראענה-מנוחין‎, араб. ابتسام مراعنة منوحين‎) — израильская сценаристка, продюсер, режиссёр и политик арабского происхождения.
Депутат кнессета 24-го созыва от партии Авода. Преподает в Бецалеле на факультете фотографии.

## Биография
Ибтисам Мараана родилась 14 октября 1975 года в арабской деревне Фурейдис в арабской мусульманской семье.
Окончила арабо-еврейскую Школу кино и телевидения в Гиват-Хавиве.
В 2003 году основала фирму «Ibtisam Films», выпускающую документальные фильмы.
В 2010 году начала преподавать кино в Академии искусств «Бецалель» в Иерусалиме.
В 2016 году начала преподавать в колледже Сапир.
В 2017 получила почетную степень в Открытом университете.
Фильмы — документальные; посвященные исследованию границ палестинского и израильского общества. Тематика фильмов — гендер, социальное неравенство, расизм, коллективная и индивидуальная идентичность, положение женщин и меньшинств. Фильмы демонстрировались по телевидению и на фестивалях по всему миру.
Состояла в правлении организации «Бецелем».
Борется против распространённой у арабов практики «убийств чести» женщин, «опозоривших семью», на что израильская полиция не всегда реагирует должным образом.
В 2009 году вступила в Мерец (занимала 12-е место в партийном списке на выборах), но вышла из неё после того, как партия недостаточно резко, по её мнению, осудила израильскую военную операцию в Секторе Газа «Литой свинец».

## Выборы 2021 года
На выборах в кнессет 2021 года баллотировалась от партии Авода.
17 февраля 2021 года Центральная избирательная комиссия Израиля удовлетворила иск Итамара бен-Гвира, поданный с требованием запретить Ибтисам Мараане участвовать в выборах на основании того, что Ибтисам Мараана опубликовала ряд записей в социальных сетях, вызвавших острую критику. В частности, она опубликовала статус, в котором сообщила, что не встает в момент траурной сирены в память павших солдат, за что впоследстви извинялась.
Однако БАГАЦ большинством голосов (8 против 1) разрешил ей баллотироваться.
Ибтисам Мараана стала членом кнессета от «Аводы».

## Личная жизнь
Замужем за Боазом Менухином, работником сферы высоких технологий. Брак официально не заключен из-за невозможности официального заключения межконфессиональных браков в Израиле. У них родилась дочь. Живут в Яффо.

## Фильмография
- Paradise Lost (2003)
- Al-Jiser (2004)
- Badal (2006).
- Three Times Divorced (2007)
- Lady Kul El Arab[англ.] (2008)
- 77 Steps (2010)
- Write down, I am an Arab[англ.] (2014)
- In Her Footsteps[англ.] (продюсер, 2017)

## Премии и призы
| год  | приз                                                         | категория                                                    | работа | результат |
| ---- | ------------------------------------------------------------ | ------------------------------------------------------------ | --- | --------- |
| 2003 | Docaviv                                                      | Лучший дебютный фильм                                        | Paradise Lost | Победа    |
| 2003 | Docaviv                                                      | Best Cinematography                                          | Paradise Lost | Победа    |
| 2003 | Международный фестиваль женских фильмов в Реховоте           | Лучший документальный фильм                                  | Paradise Lost | Победа    |
| 2005 | Lady Globes                                                  | 50 наиболее влиятельных женщин                               | 50 наиболее влиятельных женщин | Победа    |
| 2005 | Иерусалимский кинофестиваль                                  | Film Art Prize                                               | Badal | Победа    |
| 2006 | HotDocs                                                      | Лучший среднеметражный документальный фильм                  | Badal | Победа    |
| 2006 | Sole e Luna Doc Fest                                         | Первый приз                                                  | Badal | Победа    |
| 2006 | Иерусалимский кинофестиваль                                  | Дух свободы                                                  | Badal | Победа    |
| 2006 | Премия мэра Оломоуца                                         | Премия мэра Оломоуца                                         | Badal | Победа    |
| 2007 | Docaviv                                                      | Лучший фильм                                                 | Three Times Divorced | Победа    |
| 2007 | Премия Офир                                                  | Лучший документальный фильм                                  | Three Times Divorced | Номинация |
| 2008 | Международный кинофестиваль Biarritz Film Festival в Фиппа   | Серебряный приз                                              | Three Times Divorced | Победа    |
| 2008 | IDFA                                                         | Приз жюри Серебряный Волк                                    | Lady Kul el-Arab | Победа    |
| 2008 | TheMarker                                                    | 40 наиболее влиятельных женщин в Израиле                     | 40 наиболее влиятельных женщин в Израиле                                                                                                   | Победа    |
| 2008 | Международный женский кинофестиваль в Нью-Дели               | Лучший режиссёр                                              | | Победа    |
| 2009 | Гаарец                                                       | 10 наиболее влиятельных женщин в по версии Гаарец            | 10 наиболее влиятельных женщин в по версии Гаарец                                                                                          | Победа    |
| 2010 | International Documentary Association                        | Приз IDA                                                     | Продолжение Wide Angle (TV series) (2002) за серии: «Contestant No.2», «Heart of Jenin», «Crossing Heaven' s Border», и «Once Upon a Coup» | Номинация |
| 2019 | Сами Михаэль Премия за равенство и социальную справедливость | Сами Михаэль Премия за равенство и социальную справедливость | | Победа    |